# Saint-Aubin-le-Cloud
Saint-Aubin-le-Cloud is een gemeente in het Franse departement Deux-Sèvres (regio Nouvelle-Aquitaine) en telt 1781 inwoners (2005). De plaats maakt deel uit van het arrondissement Parthenay.

## Geografie
De oppervlakte van Saint-Aubin-le-Cloud bedraagt 42,2 km², de bevolkingsdichtheid is 42,2 inwoners per km².
De onderstaande kaart toont de ligging van Saint-Aubin-le-Cloud met de belangrijkste infrastructuur en aangrenzende gemeenten.

## Demografie
Onderstaande figuur toont het verloop van het inwonertal (bron: INSEE-tellingen).